# 환경 결정론
환경 결정론(環境決定論)은 인간 활동이 자연 환경에 강한 영향을 받고 그에 대한 적응의 결과로 지역성이 발생한다는 지리학의 개념이다. 독일의 지리학자 프리드리히 라첼이 주창자이다.

## 같이 보기
- 경제지리학
- 문화지리학
- 문화경제학
- 문화심리학
- 문화 유물주의
- 환경 인종차별
- 정치지리학
- 실증주의
- 식민주의
- 윌리엄 이스털리
- 몽테스키외
- 마빈 해리스
- 지정학